# Paskowe Doły

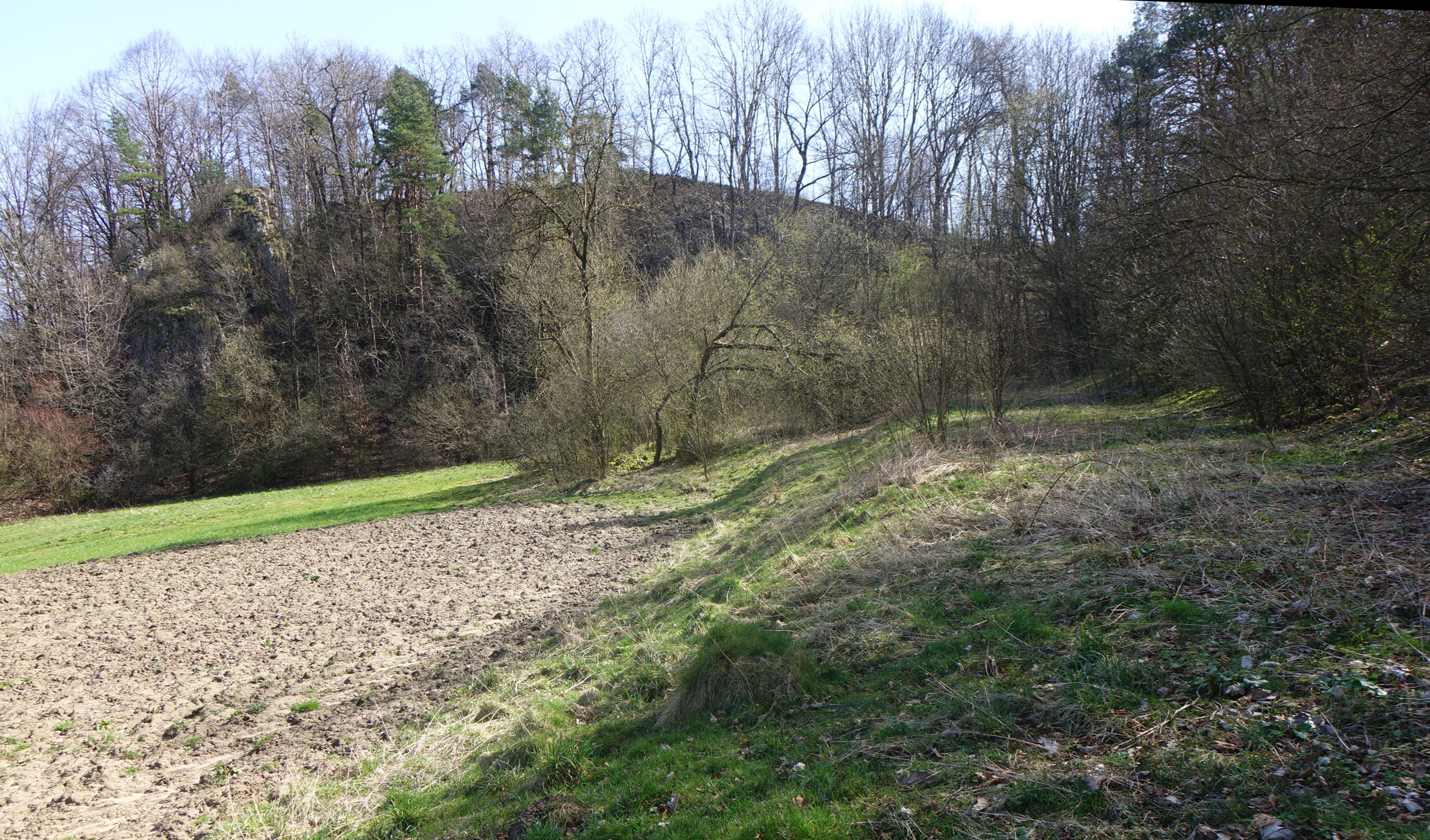
Wylot wąwozu

Paskowe Doły – wąwóz we wsi Sułoszowa w województwie małopolskim, w powiecie krakowskim. Jest bocznym, prawym odgałęzieniem Dolinki za Piekarnią, która z kolei jest prawym odgałęzieniem Doliny Prądnika. Wąwóz wyżłobiony jest w wapiennych skałach pochodzących z jury późnej. Znajduje się na Wyżynie Olkuskiej będącej jednym z mezoregionów Wyżyny Krakowsko-Częstochowskiej. Nazwa wąwozu pochodzi ot Jana Paska, na którego gruntach ten wąwóz się znajdował.
Paskowe Doły mają długość zaledwie około 150 m. Opadają w kierunku północno-zachodnim do szerokiej, deltowatej zatoki na prawym brzegu potoku płynącego dnem Dolinki za Piekarnią. Zbocza wąwozu porośnięte są lasem. Znajduje się w nim kilka wapiennych skał. Skała w orograficznie lewym zboczu to Zimna Skała. W skałkach lewych zboczy wąwozu znajduje się Tunel w Paskowych Dołach.